# Spargania magnoliata
Spargania magnoliata är en fjärilsart som beskrevs av Achille Guenée 1858. Spargania magnoliata ingår i släktet Spargania och familjen mätare. Inga underarter finns listade i Catalogue of Life.